# Turnin Me On
"Turnin Me On" är en låt av den amerikanska sångerskan Keri Hilson från debutalbumet In a Perfect World... Den släpptes som den tredje singeln från albumet i USA, medan "Return the Favor" släpptes internationellt. "Turnin Me On" nådde nummer femton på Billboard Hot 100 och nummer två på Hot R&B/Hip-Hop Songs.

## Topplistor
| Topplista (2010)                      | Högsta position |
| ------------------------------------- | --------------- |
| Kanada (Canadian Hot 100)             | 80              |
| Nya Zeeland (RIANZ)                   | 29              |
| Slovakien (IFPI)                      | 82              |
| USA Billboard Hot 100                 | 15              |
| USA Hot R&B/Hip-Hop Songs (Billboard) | 2               |
| USA Pop 100 (Billboard)               | 28              |
| USA Pop Songs (Billboard)             | 25              |